# マリベル・ベルドゥ
マリベル・ベルドゥ（スペイン語: Maribel Verdú, 1970年10月2日 - ）は、スペイン・マドリード出身の女優。本名はマリア・イサベル・ベルドゥ・ロリャン(María Isabel Verdú Rollán)。

## 概要
スペインでは、『アマンテス/愛人』（1991年）、『ベルエポック』（1992年）、『Los girasoles ciegos』（2008年）、『ブランカニエベス』（2012年）などの演技で知られている。英語圏では、アルフォンソ・キュアロンの映画『天国の口、終りの楽園。』（2001年）でのルイサ役、ギレルモ・デル・トロ監督の『パンズ・ラビリンス』（2006年）でのメルセデス役で知られている。
1984年以来、主にスペインで60本以上の映画に出演しており、また多くのテレビ番組にも登場している。1986年には『ロミオとジュリエット』のジュリエット役で舞台デビューし、以降は演劇と映画の演技を組み合わせている。さらに、『Turno de Oficio』や『Segunda Enseñanza』などのテレビ番組に出演することもある。

## 経歴
1970年にマドリードで生まれ、最初はスポーツ雑誌やファッション雑誌のモデルとして活動した。13歳の時、ビセンテ・アランダ監督の『El Crimen del Capitan Sánchez』で初めてテレビに出演する機会を得た。15歳の時に学校を辞めて女優の道に身を捧げ、リカルド・フランコ監督の『El sueño de Tánger』で映画女優デビューした。モンチョ・アルメンダリス監督の『27 horas』（27時間, 1986年）では麻薬中毒者の少女を演じ、今日までのベルドゥの人生でもっとも強烈な体験となっている。この映画でベルドゥの名が広まり始め、フェルナンド・トルエバ監督の『El año de las Luces』（1986年）、エロイ・デ・ラ・イグレシア監督の『La Estanquera de Vallecas』（1987年）もキャリア初期の重要な作品となった。
アランダ監督の『アマンテス/愛人』（1991年）では、スペイン映画芸術科学アカデミー(AACCE)が主催するゴヤ賞に初めてノミネート（主演女優賞）された。後にベルドゥは、『アマンテス/愛人』での彼女の役が映画女優としてのキャリアのターニングポイントになり、演技者としての成熟につながったと語っている。その後、トルエバ監督の『ベルエポック』（1992年）、ビガス・ルナ監督の『ゴールデン・ボールズ』（1993年）、ホセ・ルイス・ガルシ監督の『Canción de Cuna』（1995年）、エミリオ・マルティネス＝ラサロ監督の『Carreteras Secundarias』（1997年）、カルロス・サウラ監督の『ゴヤ』（1999年）、ゴンサロ・スアレス監督の『El Portero』（2000年）、『Oviedo Express』（2007年）などに出演した。
アルフォンソ・キュアロン監督の『天国の口、終りの楽園。』（2001年）への出演で国際舞台でも高みに登り、ギレルモ・デル・トロ監督の『パンズ・ラビリンス』（2006年）でもスペイン国外で認知された。『パンズ・ラビリンス』出演後、ベルドゥはアカデミー賞を主催する映画芸術科学アカデミーの会員に招待された。フランシス・フォード・コッポラ監督の『テトロ 過去を殺した男』（2009年）では、ヴィンセント・ギャロ演じる主人公テトロの恋人役として出演した。

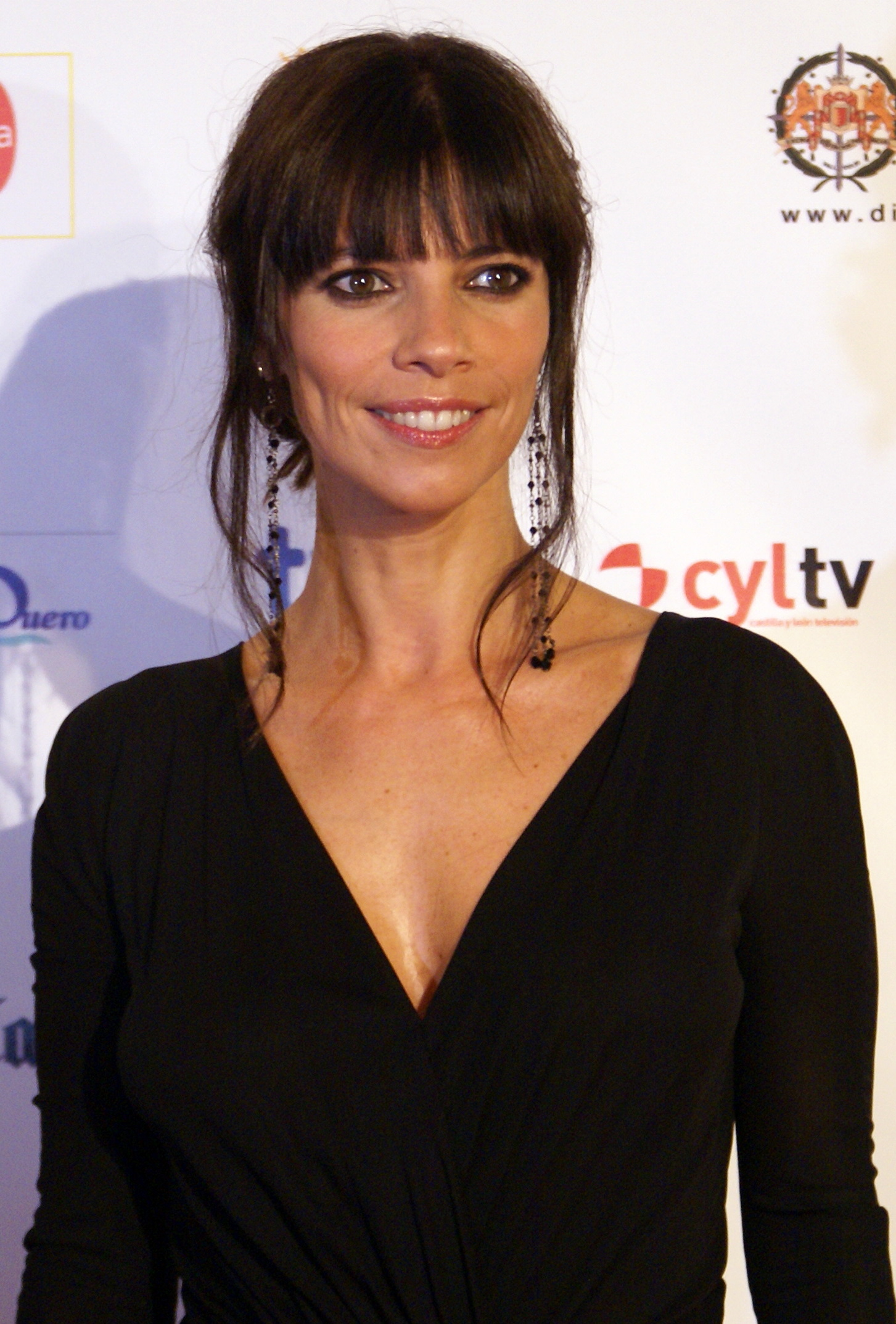
2011年、バリャドリッド国際映画祭でのベルドゥ

2009年にはスペイン映画国民賞を受賞。2010年にはアレハンドロ・サンスが監督した、ラテン・グラミー賞受賞16度の歌手ローラ・ソレダのミュージック・ビデオに出演した。パブロ・ベルヘル監督の『ブランカニエベス』（2012年）は白黒サイレント映画であり、白雪姫の主人公を女性闘牛士に変えてスペイン風に脚色した物語である。この作品でベルドゥは、恍惚の表情で愛人の尻にムチをしならせる邪悪な継母役を演じた。

## 評価
ベルドゥはゴヤ賞に10回以上ノミネートされている。ビセンテ・アランダ監督の『アマンテス/愛人』で初めてノミネートされたが、結局『Alas de Mariposa』のシルビア・ムントが受賞した。2度目のノミネートはヘラルド・ベラ監督の『ペネロペ・クルス/情熱の処女 ～スペインの宝石～』であり、結局『Más Alla del Jardin』のマリ・カリーリョが受賞した。リカルド・フランコ監督の『La Buena Estrella』で3度目のノミネートを経験したが、結局『Martin Hache』のセシリア・ロスが受賞した。2006年にはギレルモ・デル・トロ監督の『パンズ・ラビリンス』で4度目のノミネートを受け、結局ペネロペ・クルスに敗れた。2007年の『Siete mesas de billar francés』では、5度目のノミネートにして初めてゴヤ賞（主演女優賞）を受賞した。
ゴヤ賞以外では、オンダス賞の女優賞を2度受賞した。またフォトグラマス・デ・プラータでは、『Canguros』でテレビ女優賞を、ホセ・ルイス・クエルダ監督の『Los Girasoles Ciegos』で映画女優賞を受賞した。メキシコ・スペイン合作映画の『パンズ・ラビリンス』では、メキシコ最高の映画賞であるアリエル賞でエリサベス・セルバンテスと女優賞を分けあい、アリエル賞を受賞したスペイン初の女優となった。パブロ・ベルヘル監督の『ブランカニエベス』（2012年）ではナオミ・ワッツ、ペネロペ・クルス、アイダ・フォルチとともにゴヤ賞主演女優賞にノミネートされ、2度目の受賞を果たした。
国際映画製作者連盟(FIAPF)のAカテゴリーの映画祭では、何人かの共演者が演技賞を受賞している。1991年の『アマンテス/愛人』では、ベルドゥの相手役のビクトリア・アブリルがベルリン国際映画祭で銀熊賞（女優賞）を受賞した。『Siete mesas de billar francés』では、やはりベルドゥの相手役のブランカ・ポルティーリョが2007年のサン・セバスティアン国際映画祭で女優賞を受賞した。

## 人物
1999年に俳優のペドロ・ララニャガと結婚した。ララニャガ家は演技者の家系であり、ペドロの父は俳優のカルロス・ララニャガ、母はマリア・ルイサ・メルロである。ララニャガ家ではアンパロ・ララニャガやカコ・ララニャガなども俳優である。ベルドゥ＝ララニャガ夫妻は子どもを儲けていないが、ベルドゥは母性愛を持つことができないことが理由であると語っている。
女優デビュー作品や『アマンテス/愛人』などで仕事を共にしたビセンテ・アランダ監督の大ファンであると語っており、国外の映画作家ではシドニー・ポラック監督の作品を好んでいるとしている。

## フィルモグラフィー

### 映画
- El orden cómico (1986)
- 27 horas (1986)
- El año de las luces (1986)
- El señor de los Llanos (1987)
- La estanquera de Vallecas (1987)
- El juego más divertido (1988)
- Barcelona Connection (1988)
- Sinatra (1988)
- Soldadito español (1988)
- El aire de un crimen (1988)
- Feliz cumpleaños (1988)
- Los días del cometa (1989)
- Sabor a rosas  (1989)
- Los jinetes del alba (1990)
- Ovejas negras (1990)
- Badis (1990)
- アマンテス/愛人（英語版） Amantes (1991)
- El sueño de Tánger (1991)
- Salsa rosa (1992)
- ベルエポック Belle Epoque (1992)
- El beso del sueño (1992)
- El Amante Bilingüe (1993)
- ゴールデン・ボールズ（英語版） Huevos de oro (1993)
- Tres palabras (1993)
- Al otro lado del tunel (1994)
- El cianuro ¿sólo o con leche? (1994)
- Canción de cuna (1995)
- ペネロペ・クルス/情熱の処女 ～スペインの宝石～ La Celestina (1996)
- Carreteras secundarias (1997)
- La buena estrella (1997)
- Frontera Sur (1998)
- El entusiasmo (1998)
- ゴヤ（英語版） Goya en Burdeos (1999)
- Toreros aka La hora del silencio (2000)
- El portero (2000)
- Dinosaurio (2000)
- El palo (2001)
- 天国の口、終りの楽園。 Y tu mamá también (2001)
- 殺しのセレナーデ Tuno negro (2001)
- Lisístrata (2002)
- Jericho Mansions (2003)
- Tiempo de tormenta (2003)
- The Alamo (2004)
- 逃亡者 スチール・イン・ザ・ダーク Mar Rojo (2005)
- パンズ・ラビリンス El laberinto del fauno (2006)
- El niño de barro (2007)
- La Zona (2007)
- Siete mesas de billar francés (2007)
- Oviedo Express (2007)
- Gente de mala calidad (2008)
- Los girasoles ciegos (2008)
- テトロ 過去を殺した男 Tetro (2009)
- De tu ventana a la mia (2011)
- ブランカニエベス Blancanieves  (2012)
- ザ・エンド（英語版） Fin (2012)
- 15 años y un dia (2013)
- Felices 140 (2015)
- Sin hijos (2015)
- シャチの見える灯台（英語版） El faro de las orcas (2016)
- La punta del iceberg (2016)
- Setenta veces siete (2017)
- Abracadabra (2017)
- スーパーロペス（英語版） Superlópez (2018)
- ゴヤ・マーダー（英語版） El asesino de los caprichos (2019)
- レイモンド&レイ（英語版） Raymond & Ray (2022)
- ザ・フラッシュ The Flash (2023)

### テレビ
- 連続ドラマ
  - La huella del crimen 1: El crimen del capitán Sánchez  (1985)
  - El mundo de Juan Lobón (1989)
  - Los jinetes del alba (1991)
  - Canguros (1994)
  - Ellas son así (1999)
  - Código fuego (2003)
  - Cuestión de sangre (2015)[5]
  - Now and Then 〜過去からの招待状〜 Now and Then (2022)

- 単発ドラマ
  - Siete vidas

### 舞台
- ドン・フアン・テノーリオ Don Juan Tenorio(1987-1988) ホセ・ソリージャ（スペイン語版）作。アントニオ・ギラウ（スペイン語版）舞台監督。イネス婦人役。
- ロミオとジュリエット Romeo y Julieta(1988) ウィリアム・シェークスピア作。アントニオ・ギラウ（スペイン語版）舞台監督。ジュリエット役。
- ほら吹き兵士 Miles gloriosus(1989) プラウトゥス作。ホセ・ルイス・アロンソ・デ・サントス（スペイン語版）舞台監督。
- Juego de reinas(1992) カルメン・ロメーロ（スペイン語版）作。ヘラルド・マーリャ（スペイン語版）舞台監督。フアナ・ラ・ロカ役。
- Después de la lluvia(1996), セルジ・ベルベル（スペイン語版）作。セルジ・ベルベル（スペイン語版）舞台監督。
- Te quiero... muñeca(2000-2001) エルネスト・カバリェロ（スペイン語版）作。エルネスト・カバリェロ（スペイン語版）舞台監督。共演はルイス・メルロ（スペイン語版）、マリサ・ピノ、フェデリコ・セラーダ（スペイン語版）、アウロラ・サンチェス（スペイン語版）。ノラ役。
- 危険な関係 Las amistades peligrosas(2001) クリストファー・ハムトン作。エルネスト・カバリェロ（スペイン語版）舞台監督。共演はトニ・カントー（スペイン語版）、アンパロ・ララニャガ（スペイン語版）。Madame de Tourvel役。
- Por amor al arte(2003) ニール・ラビュート作。ヘラルド・ベラ（スペイン語版）舞台監督。共演はフアンホ・アルテーロ（スペイン語版）、クリストーバル・スアレス（スペイン語版）、ベアトリス・サンターナ（スペイン語版）、ペドロ・アロンソ（スペイン語版）。Martha役。
- Un dios salvaje(2008-2010) ジャスミーナ・レサ作。タムジン・タウンゼント（英語版）舞台監督。共演はアイタナ・サンチェス＝ヒホン, ペレ・ポンセ（スペイン語版）、アントニオ・モレーロ（スペイン語版）。アンネッテ役。
- El tipo de la tumba de al lado(2012) カタリーナ・マセッティ作。ジョゼップ・マリア・ポウ（スペイン語版）舞台監督。共演はアントニオ・モレーロ（スペイン語版）[6]。パウラ役[7]。
- Hélade(2012) ジョアン・オリェー（スペイン語版）舞台監督。共演はコンチャ・ベラスコ（スペイン語版）、リュイス・オマール、ジョゼップ・マリア・ポウ（スペイン語版）[8]
- Los hijos de Kennedy(2013) アドリアーナ・ヒル（英語版）、エマ・スアレス、 アレックス・ガルシア（スペイン語版）、フェルナンド・カージョ[9]。カルラ役[10]。

## 受賞
- ゴヤ賞

| 年   | 部門       | 作品                                           | 結果       |
| ---- | ---------- | ---------------------------------------------- | ---------- |
| 2013 | 助演女優賞 | 15 años y un día                               | ノミネート |
| 2012 | 主演女優賞 | ブランカニエベス                               | 受賞       |
| 2011 | 助演女優賞 | De tu ventana a la mía                         | ノミネート |
| 2009 | 主演女優賞 | テトロ 過去を殺した男                          | ノミネート |
| 2008 | 主演女優賞 | Los girasoles ciegos                           | ノミネート |
| 2007 | 主演女優賞 | Siete mesas de billar francés                  | 受賞       |
| 2006 | 主演女優賞 | パンズ・ラビリンス                             | ノミネート |
| 1997 | 主演女優賞 | La buena estrella                              | ノミネート |
| 1996 | 助演女優賞 | ペネロペ・クルス/情熱の処女 ～スペインの宝石～ | ノミネート |
| 1991 | 主演女優賞 | アマンテス/愛人                                | ノミネート |

- フォトグラマス・デ・プラータ[11]

| 年   | 部門         | 作品                                     | 結果               |
| ---- | ------------ | ---------------------------------------- | ------------------ |
| 2013 | 舞台女優賞   | Los hijos de Kennedy                     | ノミネート         |
| 2012 | 映画女優賞   | ブランカニエベス                         | 受賞               |
| 2009 | 映画女優賞   | テトロ 過去を殺した男                    | ノミネート         |
| 2008 | 映画女優賞   | Los girasoles ciegos                     | 受賞               |
| 2008 | 舞台女優賞   | Un dios salvaje                          | ノミネート         |
| 2007 | 映画女優賞   | Siete mesas de billar francés            | ノミネート         |
| 2006 | 映画女優賞   | パンズ・ラビリンス                       | ノミネート         |
| 1997 | 映画女優賞   | Carreteras secundarias La buena estrella | ノミネート         |
| 1994 | テレビ女優賞 | Canguros                                 | 受賞               |
| 1993 | 映画女優賞   | Tres palabras                            | セミファイナリスト |
| 1992 | 映画女優賞   | ベルエポック Salsa rosa                  | ノミネート         |
| 1991 | 映画女優賞   | アマンテス/愛人                          | ノミネート         |
| 1990 | テレビ女優賞 | Pájaro en una tormenta                   | ノミネート         |
| 1987 | 映画女優賞   | La estanquera de Vallecas                | セミファイナリスト |
| 1987 | テレビ女優賞 | Vida privada                             | セミファイナリスト |
| 1986 | 映画女優賞   | 27 horas El año de las luces             | ノミネート         |

- スペイン俳優組合賞[11]

| 年   | 部門           | 作品                          | 結果       |
| ---- | -------------- | ----------------------------- | ---------- |
| 2012 | 映画主演女優賞 | ブランカニエベス              | 受賞       |
| 2011 | 映画助演女優賞 | De tu ventana a la mía        | ノミネート |
| 2008 | 映画主演女優賞 | Los girasoles ciegos          | ノミネート |
| 2007 | 映画主演女優賞 | Siete mesas de billar francés | ノミネート |
| 2006 | 映画主演女優賞 | パンズ・ラビリンス            | ノミネート |

- 映画作家サークル勲章（スペイン語版） [11]

| 年   | 部門       | 作品                          | 結果       |
| ---- | ---------- | ----------------------------- | ---------- |
| 2013 | 助演女優賞 | 15 años y un día              | ノミネート |
| 2012 | 主演女優賞 | ブランカニエベス              | ノミネート |
| 2009 | 主演女優賞 | テトロ 過去を殺した男         | ノミネート |
| 2008 | 主演女優賞 | Los girasoles ciegos          | ノミネート |
| 2007 | 主演女優賞 | Siete mesas de billar francés | 受賞       |
| 2006 | 主演女優賞 | パンズ・ラビリンス            | ノミネート |
| 1997 | 主演女優賞 | La buena estrella             | 受賞       |

- その他の主要な賞

| 年   | 映画賞/映画祭/演劇賞                 | 部門                         | 作品                                                                     | 結果       |
| ---- | ------------------------------------ | ---------------------------- | ------------------------------------------------------------------------ | ---------- |
| 2014 | マラガ・スペイン映画祭               | マラガ＝スール賞             |                                                                          | 受賞       |
| 2013 | アリカンテ映画祭                     | アリカンテ市功労賞           |                                                                          | 受賞       |
| 2013 | CinEuphoria賞                        | 助演女優賞                   | ブランカニエベス                                                         | ノミネート |
| 2013 | ACE賞                                | 映画女優賞                   | ブランカニエベス                                                         | 受賞       |
| 2012 | ニューヨーク批評家協会賞             | 女優賞                       | ブランカニエベス                                                         | 受賞       |
| 2012 | ホセ・マリア・ファルケ賞             | 女優賞                       | ブランカニエベス                                                         | 受賞       |
| 2012 | ガウディ賞                           | 主演女優賞                   | ブランカニエベス                                                         | ノミネート |
| 2012 | イスランティーリャ・シネフォルム     | 女優賞                       | The red virgin                                                           | ノミネート |
| 2012 | アルメリア国際短編映画祭             | 俳優賞                       | The red virgin                                                           | 受賞       |
| 2009 | スペイン国民映画賞                   |                              |                                                                          |            |
| 2009 | スペイン映画芸術科学アカデミー功労賞 |                              |                                                                          |            |
| 2009 | エルシーリャ舞台賞                   | 女優賞                       | Un dios salvaje                                                          | 受賞       |
| 2008 | バリェ・インクラン舞台賞             | 舞台女優賞                   | Un dios salvaje                                                          | ノミネート |
| 2007 | ウエルバ・ラテンアメリカ映画祭       | ウエルバ市名誉賞             |                                                                          | 受賞       |
| 2007 | サン・ジョルディ映画賞               | スペイン人女優賞             | Siete mesas de billar francés, La zona, Oviedo Express, El niño de barro | 受賞       |
| 2007 | メストレ・マテオ賞                   | 主演女優賞                   | El niño de barro                                                         | ノミネート |
| 2007 | オンダス賞                           | シネマニア賞                 | パンズ・ラビリンス                                                       | 受賞       |
| 2007 | カセレス・スペイン映画連帯祭         | サン・パンクラシオ主演女優賞 | パンズ・ラビリンス                                                       | 受賞       |
| 2007 | トゥリア賞                           | 女優賞                       | パンズ・ラビリンス                                                       | 受賞       |
| 2007 | アリエル賞                           | 主演女優賞                   | パンズ・ラビリンス                                                       | 受賞       |
| 2006 | ヒホン国際映画祭                     | ナチョ・マルティネス賞       |                                                                          | 受賞       |
| 2005 | チーバス・テロン賞                   | イニシアティーバ・テアトラル |                                                                          | 受賞       |
| 2003 | エルシーリャ舞台賞                   | 女優賞                       | Por amor al arte                                                         | ノミネート |
| 2003 | Chlotrudis賞                         | 女優賞                       | 天国の口、終りの楽園。                                                   | ノミネート |
| 2002 | MTV映画賞                            | キス賞                       | 天国の口、終りの楽園。                                                   | 受賞       |
| 2002 | MTV映画賞                            | キス賞                       | 天国の口、終りの楽園。                                                   | ノミネート |
| 2002 | MTV映画賞                            | Hottest Girl                 | 天国の口、終りの楽園。                                                   | ノミネート |
| 1991 | オンダス賞                           | 演技賞                       | アマンテス/愛人                                                          | 受賞       |